# Ебейты
Ебейты (каз. Ебейты) — село в Байганинском районе Актюбинской области Казахстана. Входит в состав Копинского сельского округа. Код КАТО — 153643100.

## Население
В 1999 году население села составляло 1033 человека (520 мужчин и 513 женщин). По данным переписи 2009 года, в селе проживало 828 человек (432 мужчины и 396 женщин).